# Baai van Kotor
De Baai van Kotor (Servisch: Бока Которска, Boka Kotorska) is een baai in het zuidwesten van Montenegro. Het is een van de belangrijkste toeristische trekpleisters van Montenegro.
De Baai van Kotor is al tijden bewoond en eraan liggen verscheidene pittoreske plaatsen als Kotor, Risan, Tivat, Perast en Herceg Novi, en vele kerken en kloosters. Verder liggen er in de baai verscheidene eilanden, waaronder het artificiële kerkeiland Gospa od Škrpjela en het kloostereiland Sveti Đorđe, die voor de kust van Perast liggen.

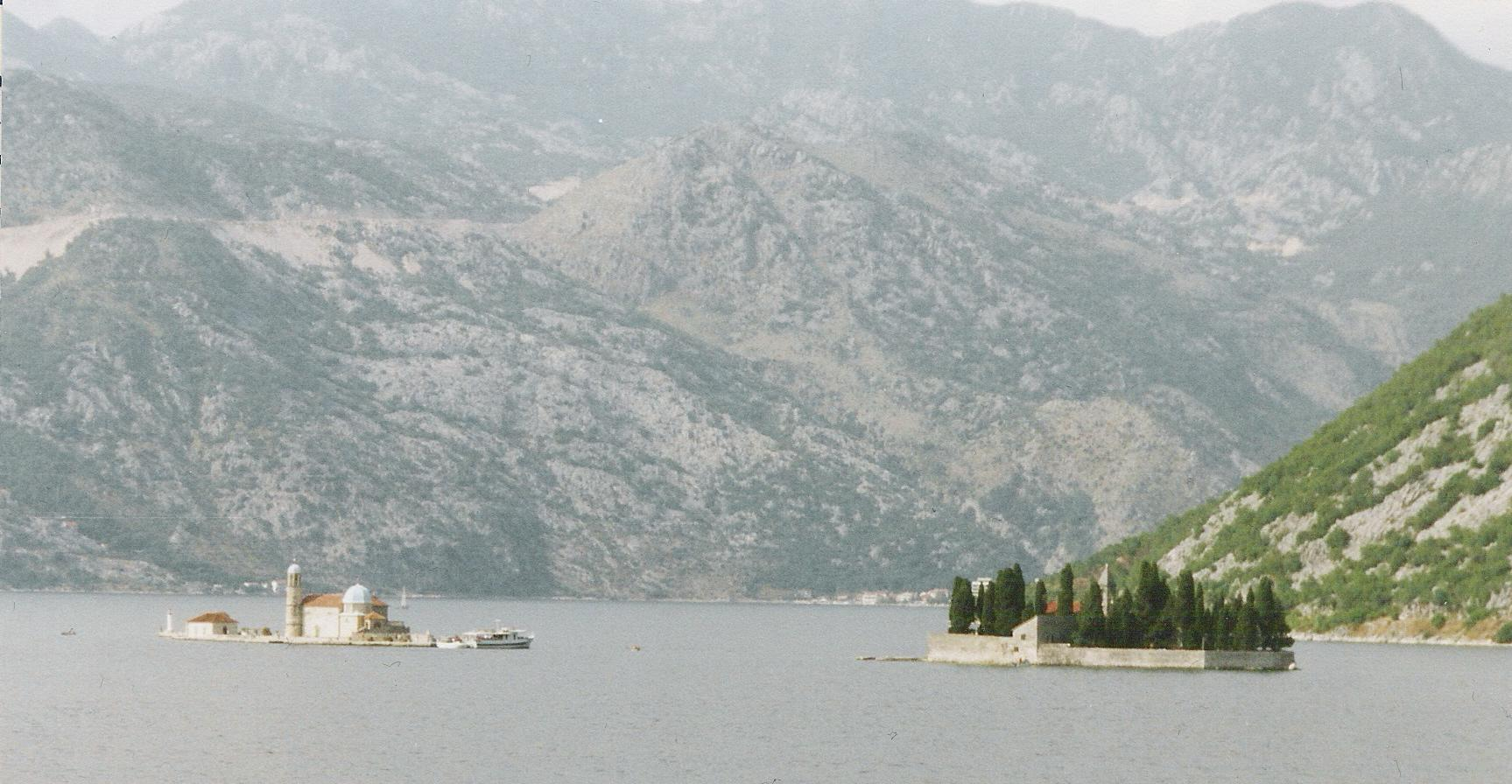
Zicht op de Kotorbaai

Rond de baai wonen bijna 30.000 mensen, die overwegend orthodoxe christenen en rooms-katholieken zijn. De Kotorbaai wordt beschermd door UNESCO, vanwege zijn zeer hoge culturele waarde. In 1979 werd de baai getroffen door een aardbeving, wat ernstige schade berokkende aan de vele monumenten eromheen.
- Gemeinsame Normdatei: 4382843-7
- Nationale Bibliotheek van Tsjechië: ge138960
- Virtual International Authority File: 235203550